# 자야데바

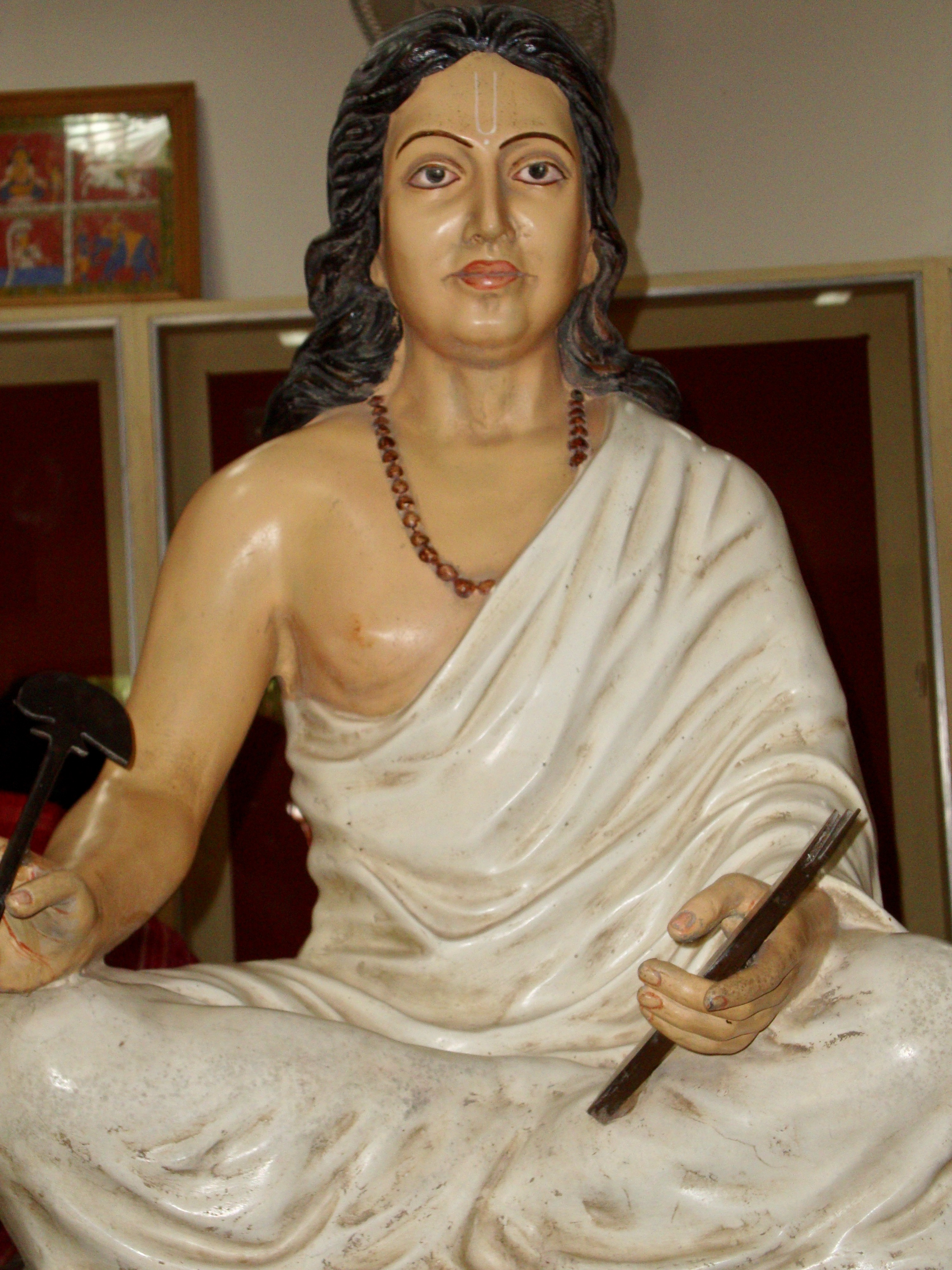
자야데바

자야데바(Jayadeva)는 인도의 산스크리트 서정시인이다. 벵골의 킨두빌바에서 태어나 전통적인 학문을 닦은 후 라크슈마나세나(12세기)의 궁정 시인이 되었다. 열렬한 비슈누신(神)의 숭배자로서, 연애 서정시 <기타고빈다>(목자의 노래)는 목동인 크리슈나로 화신을 한 비슈누신과 목녀(牧女)인 라다 사이의 관능적(官能的)인 연애를 주제로 하고 있으나, 이 시는 신과 인간간의 관계를 신비적으로 묘사하는 것이라고 하며, 아름다운 기교에 넘친 문체와 함께 널리 애창(愛唱)되어 이른바 비슈누파(派) 문학의 선구로 지목되고 있다.

## 같이 보기
- 산스크리트 문학